# Chrysolina fascinatrix
Chrysolina fascinatrix es un coleóptero de la familia Chrysomelidae.
Fue descrita científicamente en 1998 por Lopatin.